# Jugorje (Novo mesto)

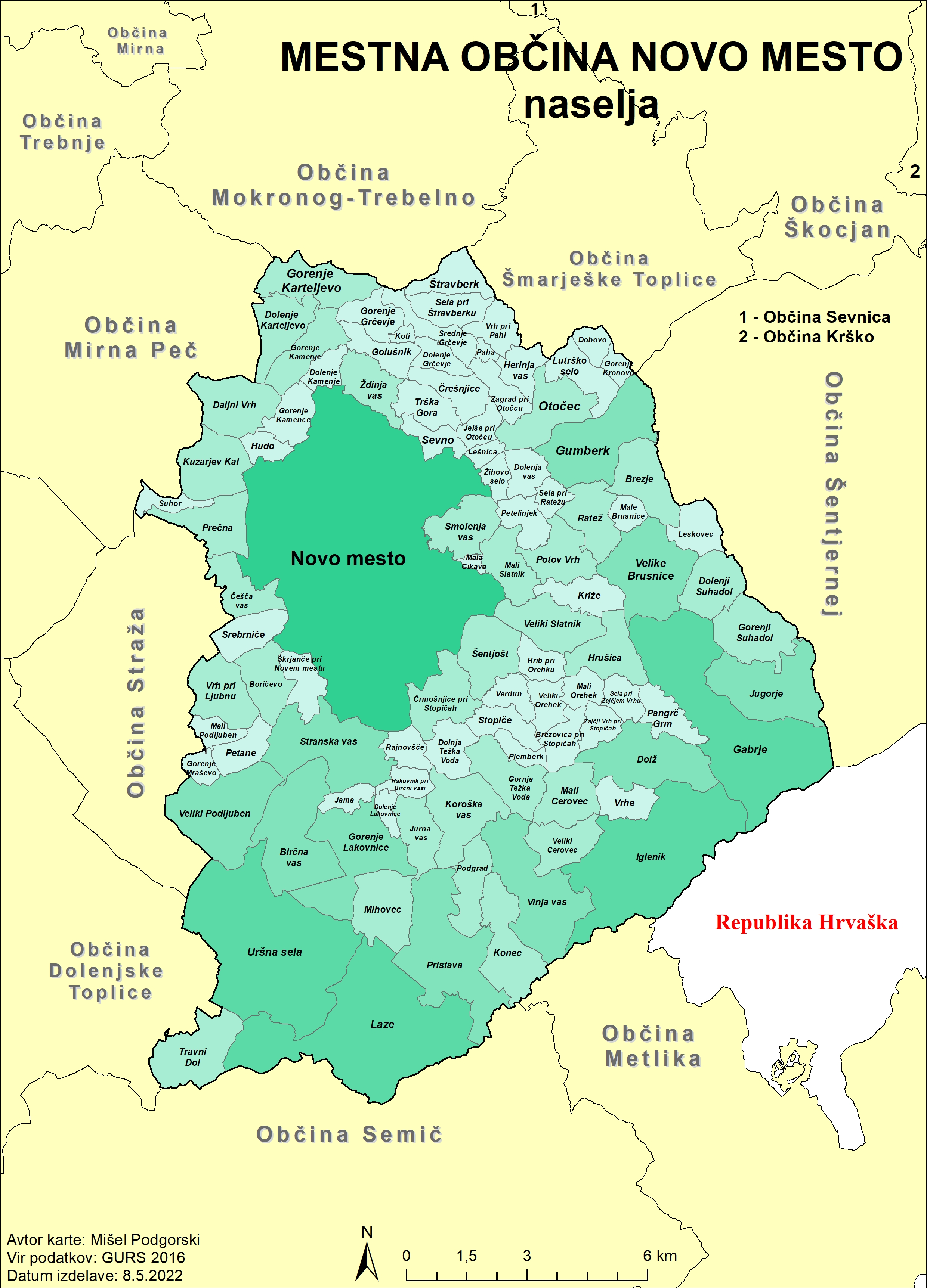
Ortschaften der Stadtgemeinde Novo mesto

Jugorje ist der Name einer Ortschaft im Südosten Sloweniens, die zur Ortsgemeinschaft Gabrje der  Stadtgemeinde Novo mesto gehört.